# Charles Vandamme
Pour les articles homonymes, voir Vandamme.
Charles Vandamme, né à Saint-Genois, Flandre occidentale en 1806 et décédé le 6 décembre 1884, est un homme politique libéral belge. 

## Biographie

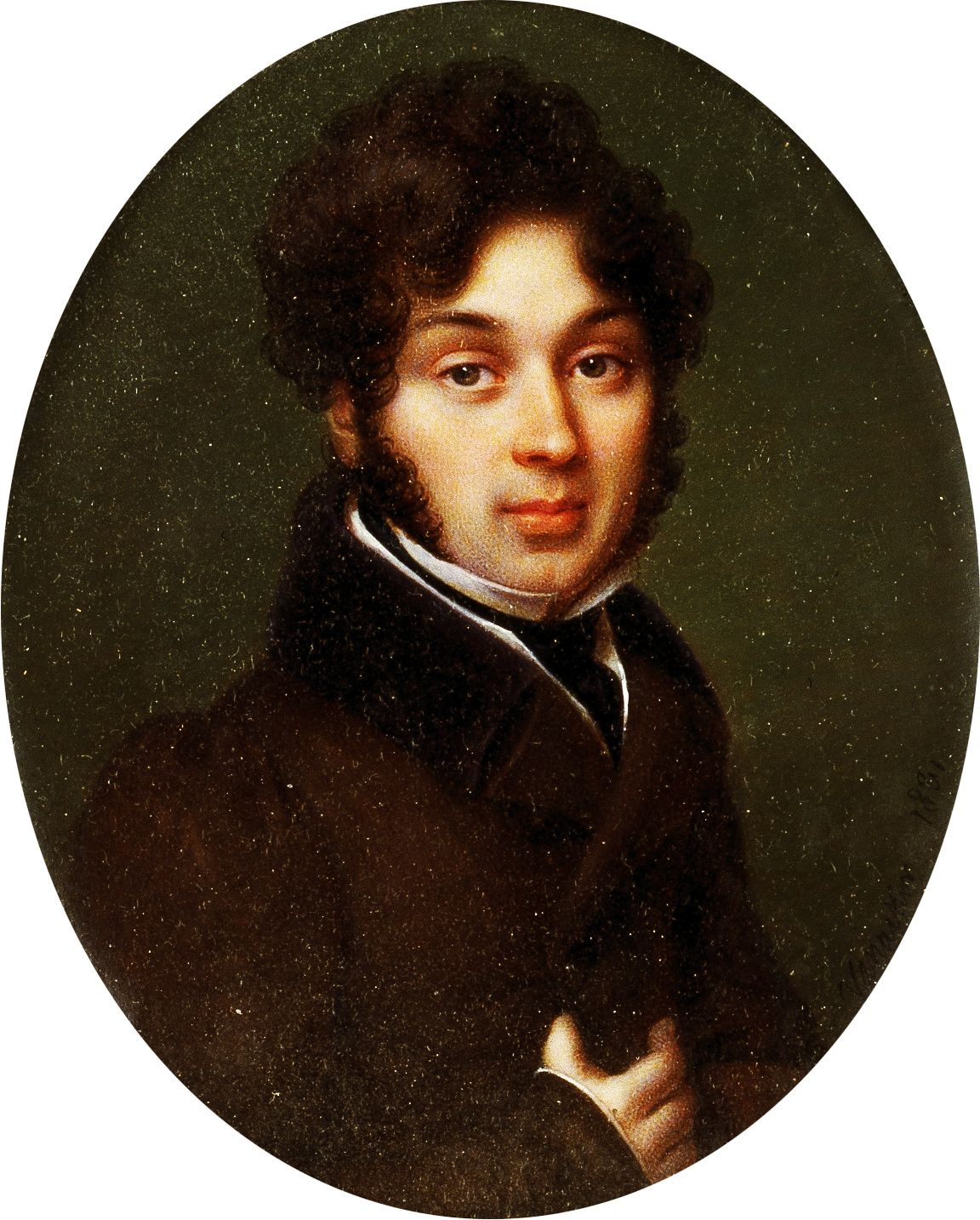
Portrait de Charles Van Damme, par Jean-Baptiste Van Acker, huile sur toile, 1831, Conservé au Museum voor Schonen Kunsten à Gand (Flandre occidentale)

Docteur en droit de l'Université de Gand en 1827, il commence sa carrière comme secrétaire du gouverneur de Flandre occidentale. Promu commissaire de district à Roulers-Tielt en 1831, il devient commissaire d'arrondissement en 1836 et siège au Conseil provincial de sa province. En 1847, il dirige l'arrondissement de Gand-Eeclo jusqu'à sa nomination comme gouverneur de la province de Luxembourg en 1862. 
Vandamme joue un rôle international dans la question du Luxembourg et plus particulièrement lors de la crise luxembourgeoise en 1867, lorsqu'il est prié par le gouvernement belge de s'abstenir d'actions vis-à-vis du Grand-Duché. Impliqué dans des manœuvres diplomatiques, il contribue à sauvegarder l'indépendance du Luxembourg par le traité de Londres en 1867. Il joue également un rôle dans la presse en faveur du retour du Grand-Duché à la Belgique après la scission du Grand-duché de Luxembourg par le traité des XXIV articles du 19 avril 1839.
En plus de ses engagements politiques, Vandamme exprime fréquemment son souci d'améliorer les conditions sociales des classes défavorisées et s'intéresse à l'assistance aux pauvres, aux orphelins, et aux aliénés. Il laisse un héritage notable dans le domaine éducatif et politique en Belgique.
Issu d’un milieu aisé, juriste et homme politique libéral, il se prononce particulièrement en faveur de l’enseignement, notamment celui des filles, et pour la création de musées scolaires, soit l’enseignement par les yeux à côté des livres. À plusieurs reprises, il affiche son souci d’aménager les conditions sociales des classes déshéritées, l’hygiène, l’apprentissage d’un métier. Il compare, en les opposant, les maisons ouvrières aux palais de justice, aux banques et aux « superbes boulevards ». Il s’intéresse aussi à l’assistance aux pauvres, aux orphelins, aux aliénés, etc. En 1878, le gouverneur Charles Vandamme émet l’idée d’organiser à Arlon, avec différents objets, collections et spécimens, un musée provincial scolaire. Il s’exprime ainsi : « Il faut que l’enfant soit exercé à l’art de bien regarder et de bien voir les choses nouvelles, il faut qu’on l’habitue à se rendre exactement compte de tout ce que l’on met sous ses yeux ; il faut qu’il soit encouragé à l’analyser, à toucher, à décomposer et à recomposer des objets intelligemment choisis. C’est le moyen le plus prompt et le plus sûr d’éveiller en lui l’esprit d’observation et de spontanéité, de favoriser par la comparaison, la sûreté de son jugement ».
Il vient de prendre sa retraite après les élections législatives, quand il meurt à l'âge de 78 ans le 6 décembre 1884.